# 土山汉墓
土山汉墓，位于江苏省徐州市泉山区云龙山北麓，包括三座砖室墓，而且有高大的封土堆。一号墓于1969年被发现，1970年南京博物院从中清理出文物近百件。其中最值得注意的是一件由2600余块玉片组成的银缕玉衣以及鎏金兽形砚。1977年，一座更大的墓在一号墓南侧被发现，编为二号墓。2014年至2020年，二號墓逐步挖掘。二號墓出土银缕玉衣残片和鎏金铜缕玉衣的残片以及王和王后的骨骼。男性仅存一截大腿骨，去世时至少有50岁。女性去世年龄为四五十岁。考古學家推測墓主人可能是楚王劉英或是彭城王劉恭，並证实东汉诸侯王与王后為并穴合葬。二號墓首次发现较为完整的东汉诸侯王彩绘漆棺，說明东汉诸侯王以及后使用双层套棺。二號墓在元朝時就被盜墓賊盜掘。1982年3月25日，土山汉墓被列入江苏省文物保护单位。2002年底，徐州市中医院扩建楼房时发现三号墓。
土山汉墓因与徐州博物馆紧邻，将在原址被修复展示，成为博物馆的四个展区之一。